# Hecateu de Abdera
Hecateu de Abdera (em grego:  Ἑκαταῖος ὁ Ἀβδηρίτης), foi um historiador e filósofo cético grego do séc. IV a.C., natural de Teos ou mais provavelmente Abdera.

## Vida
Diógenes Laércio relata que Hecateu de Abdera ele era um estudante de Pirro, junto com Euriloque, Tímon, Nausífanes e outros, e inclui-o entre os "pirrônicos". Diodoro Sículo informa que Hecateu visitou Tebas nos tempos de Ptolomeu I Sóter e redigiu uma história do Egito. Diodoro fornece o comentário que muitos outros gregos viajaram para o Egito e escreveram sobre a sua história no mesmo período. O Suda lhe dá o apelido de "crítico gramático" e diz que ele viveu na época dos sucessores de Alexandre.
Nenhuma obra completa de Hecateu sobreviveu até nossos dias, e nosso conhecimento de sua escrita baseia-se em fragmentos localizados em várias obras antigas de autores gregos e latinos, principalmente Diodoro da Sicília, cuja etnografia do Egito (Bibliotheca historica, Livro I). Diodoro frequentemente parafraseia Hecateu, e portanto é difícil extrair de seus textos os escritos reais de Hecateu.[carece de fontes?]
Notadamente, Hecateu escreveu o trabalho Egiptíaca ou Sobre os Egípcios (o mesmo título do trabalho posterior de Manetão), um relato dos costumes, crenças e geografia do Egito. Tipicamente, o único fragmento significativo desse trabalho encontra-se no relato de Diodoro sobre o Ramesseum, a tumba de Ozimandias.
Da mesma forma, Diodoro e Apolônio de Rodes falam de outra obra de Hecateu, Sobre os Hiperbóreos, e o Suda menciona que ele escreveu um tratado sobre a poesia de Hesíodo e Homero. Contudo, nada dessas obras sobreviveu.